# 上島町立弓削中学校
上島町立弓削中学校（かみじまちょうりつ ゆげちゅうがっこう）は愛媛県越智郡上島町弓削明神（弓削島）にある公立中学校である。

## 沿革
- 1947年4月1日 創立（弓削町立弓削中学校）
- 1954年4月1日 豊島分校設立
- 1961年3月31日 豊島分校廃校
- 2004年10月1日 町村合併により名称変更（上島町立弓削中学校）
- 2008年4月1日 上島町立生名中学校と統合

## 学区

### 通学区域
特段の事情がない限り、以下の町域に居住及び以下の小学校を卒業した児童総員が同校へ進学することとなっている。
- 上島町立弓削小学校
  - 上島町弓削
- 上島町立生名小学校
  - 上島町生名

### 主要施設
- 上島町役場
  - 本庁舎
  - 生名支所

## 著名な出身者
- 河本あす香 - 打首獄門同好会（ドラム＆ボーカル）